# Bali János (filmrendező)
Bali János (Decs, 1954. –) magyar operatőr, filmrendező, néprajzkutató-népművelő, a Duna Televízió alapító filmrendezője.

## Életpályája
Bali János, Decsen született 1954-ben. Bölcsészkari: művészettörténet-szociológia, néprajz-muzeológia, népművelés-könyvtár, valamint művészeti főiskolai: rendező-operatőr tanulmányok előtt, után és közben, a Magyar Filmgyártó Vállalatnál és a Magyar Televízióban: Csoóri Sándor-Sára Sándor: Hószakadás, Jancsó Miklós-Kende János: Szerelmem Elektra, Illyés Gyula-Kardos Ferenc: Ozorai példa, Fábry Zoltán-Illés György: 141 perc, Maár Gyula-Koltai Lajos: Végül, Dosztojevszkij-Sík Igor: Fehér éjszakák, Révész György-Illés György: Pendragon legenda, Rózsa János-Ragályi Elemér: Álmodó ifjúság című filmje képi megvalósításának alkotó részese.
Közel két évtizeden át a tolnai, a szekszárdi, az őcsényi, és a decsi művelődési ház és könyvtár vezetője. Közel száz képző-, ipar-, és fotóművészeti kiállítást rendezett. A FŐFOTÓ-val együttműködve, a Fotóművészeti Galéria Szekszárdi Szalonjával, a magyar vidék első olyan Fotóművészeti Galériáját hozta létre, ahol a kortárs magyar fotográfia jeles alkotásai – szignálva, számozva – mint műtárgyak vásárolhatók meg. Európában elsőként hozott létre középiskolásoknak fotó-, és filmművészeti kurzust 1986-ban.
A Tolnai Játékszín, a Fonógaléria, a Tolnai Nyári Esték, a Fotóművészeti Galéria Szekszárdi Szalonja, a Határainkon Túl Élő Magyarság Anyanyelvi Kultúrájáért Alapítvány, a Sárközi Hagyományok Háza, a Sárközi Mintatár, a Tájházi Esték, a Sárközi Olvasókör, a Sárközi Tanya Tájház alapítója. Sárköz világörökségi törekvéseinek kezdeményezője. A Sárköz Világörökségéért Alapítvány alapítója. A Babits Könyvkiadó létrehozójaként a határainkon túl élő magyarság lap- és könyvkiadásának, terjesztésének intézményes rendszerét dolgozta ki.
A magyar művelődéstörténet klasszikus kötetei újrakiadásának kezdeményezője, alkotó részese: Révai Nagy Lexikona, Révai Új Lexikona, Magyar Klasszikusok Sorozat, Magyar Föld Magyar Faj, A Magyarság Néprajza, Magyar Művelődéstörténet. Több képző-, ipar-, és fotóművészeti album kiadója. A Szabad Föld, a Dátum, a Magyarok, a Szabad Szó, valamint a Búvár című lapok írásának, szerkesztésének, kiadásának alkotó részese.
A Duna Televízió egyik alapítójaként, alapító főszerkesztője, filmrendezője a Duna Televízió néprajzi-dokumentumfilm stúdiójának, a Dunatáj Televíziónak. Állandó műsora a Duna Televízióban, a Népek, nyelvek, kultúrák, közösségek Európában, valamint a Magyarok a Kárpát-medencében című filmsorozat.
Művelődéselméleti tevékenységével, új módszerek kidolgozásával, azok alkalmazásával és terjesztésével, kiemelkedő eredménnyel szolgálta a korszerű közművelődést, és a művészi ízlés fejlesztését. Három és fél évtizedes kimagasló színvonalú, szerteágazó néprajzi, közművelődési, filmművészi alkotó pályájának; a magyar nemzeti kultúra szolgálatának elismeréseként, állami kitüntetésben, Széchényi Ferenc-díjban részesült.[forrás?]

## Filmjei[forrás?]
- Erdély karácsonya (1989)
- Életmódváltozás a Sárközben
- Tolna, a festők városa
- Vigyázó tornyok
- Reformátusok a Sárközben
- Középiskolások fotó-, és filmművészeti oktatása (jegyzet)
- A sárközi eklektika
- Isten háza őrizői
- Sárköz méltó a világörökségre – gyökerek és feladatok
- Gyöngy a sárban
- Görögország az európai kultúra bölcsője
- A szépség váltja meg a világot
- Népek, nyelvek, kultúrák, közösségek Európában (ismeretterjesztő sorozat, 2002)[2]
- A hűség - Advent Andrásfalvy Bertalannál (dokumentum-sorozat, 2011)[2]

## Művei
- A Börzsöny-vidéki málnatermelő táj gazdaság-néprajza (2005)
- A furulya (2007)